# Joso Felicinović
Joso Felicinović (Zadar, 14. veljače 1889. – Pag, 13. ožujka 1984.) hrvatski svećenik i pisac, osnivač Hrvatske kršćanske demokratske knjižnice i pokretač mjesečnika "Zora" i tjednika "Katolik", kanonik Zbornog kaptola u Pagu, prosvjetni referent Križarskog bratstva u Hrvatskoj, borac za radnička prava i politički zatvorenik.
Rođen u Zadru u obitelji plemenitaša po očevoj i majčinoj strani. U Zadru je završio pučku školu i nižu gimnaziju. U Grazu nakon dvije školovanja napušta vojnu akademiju i odlazi u Rim. U Vatikanu je na papinskim zavodima Gregorianumu i Leonianumu filozofiju, teologiju i socijalne nauke. Vratio se u Zadar i 1913. zaredio za svećenika. 
Za vrijeme Prvog svjetskog rata bio je vojni dušobrižnik, a u Škabrnji, Obrovcu i Pagu župni pomoćnik. Zatim djeluje u Šibeniku. Prvo je u sjemeništu profesor i nadstojnik sjemeništa, a poslije na Biskupskoj teološkoj akademiji profesor i ravnatelj. U Varaždinu, Karlobagu i Gospiću bio je župnik. U Pagu kapelan i vjeroučitelj na državnoj gimnaziji gdje 1941. postaje ravnatelj. 

## Djelovanje
Istakao se karitativnim radom. Zajedno s Majkom Gertrudom Magaš utemeljio je karitativne djelatnosti u Pagu. Za vrijeme službe u Pagu izvršio je značajan utjecaj na Živka Kustića, koji je pod njegovim vodstvom kao 9-godišnjak bio vođa Malih križara u Pagu. Joso Felicinović mu je pretkraj rata posvjedočio koliko je kršćana svoju vjeru posvjedočili mučeništva protiv protiv fašističkog i nacističkog nasilja i nastupajućeg komunizma: “na vlasti je bio krvnik, a u šumi krvavi bezbožnik”. 
Krajem rata osuđen je na deset godina, a pomilovan nakon dvije godine. Bio je kapelan u Zadru, zatim od 1954. u Pagu, gdje je ostavio veliki trag gdje je do 1980. kapelan i upravitelj crkve. Osnivač je privatne gimnazije i Katoličkog pučkog sveučilišta zajedno s Jurom Palčićem. 

## Djela
Pisao je rasprave socijalne i političke tematike. 
- Pape i socijalno pitanje. Šibenik, Pučka tiskara (Braća Matačić pk. Petra), (1933?)
- Izgradimo našu Hrvatsku Dio 1 : Krist i radništvo. Zadar, Tiskara Jadran, 1940.
- Izgradimo našu Hrvatsku Dio 2. Zadar, Tiskara Jadran, 1940.[5]

## Vanjske poveznice
- Lukšić, Mislav Elvis; Soldo, Josip Ante - Bibliografija don Jose pl. Felicinovića